# Шевченко Василь Маркелович
Василь Маркелович Шевченко (14 квітня 1920 року, м. Київ, Україна — 31 грудня 2003 року, м. Київ, Україна) — український живописець реалістичного спрямування, педагог.

## Із життєпису

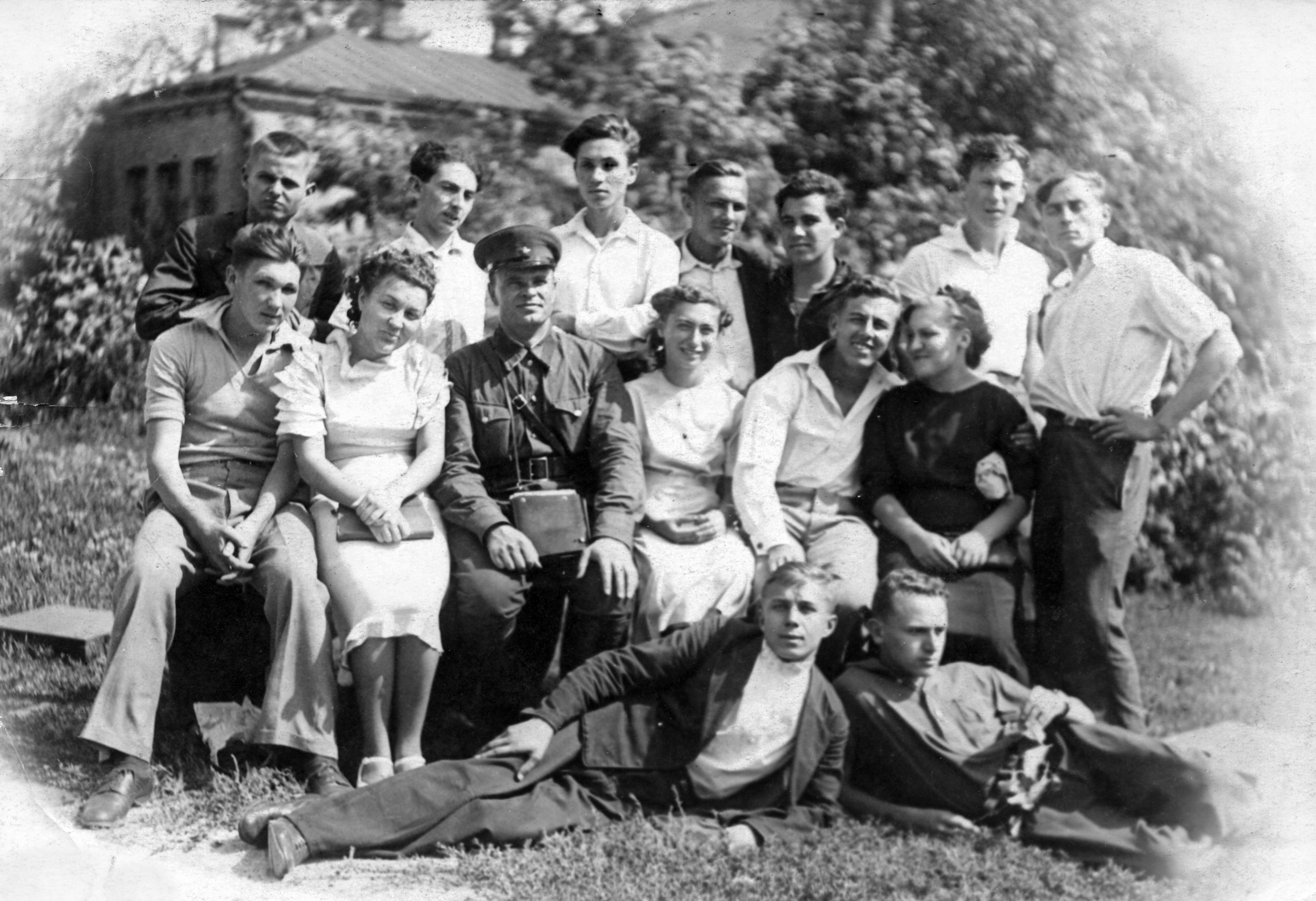
Перший випуск художньої школи ім. Т. Г. Шевченка. Київ, 1940 р. В. М. Шевченко у верхньому ряду останній справа.

Київський художній інститут. В. М. Шевченко в нижньому ряду ліворуч від К. М. Єлєви (сидить у центрі).

Народився 14 квітня 1920 року в Києві. По батьківській лінії: нащадок С. М. Фузіка — фабриканта, землевласника, Почесного громадянина міста Києва; по материнській лінії — з селян; нащадок роду Шевченків з с. Данилівки, що на Київщині. Класичну художню освіту отримав в Республіканській художній школі ім. Т. Г. Шевченка (1937—1940 р.) та Київському художньому інституті, живописний факультет (1946—1952 р.).
В різні роки навчався в уславлених митців — педагогів — К. Д. Трохименка, О. І. Фоміна, О. О. Шовкуненка, К. М. Єлєви, Т. Н. Яблонської. Разом з ним навчались В. В. Бабенцов, Д. З. Шостак, М. О. Хан, В. М. Югай, В. І. Одайник, З. О. Одайник-Самойленко, І. Й. Тартаковський. В майбутньому всі вони увійшли до еліти тогочасного образотворчого мистецтва.
Творчий шлях художник розпочав в майстернях Київського Худфонду. З 1964 року перейшов на педагогічну роботу до Київського державного інженерно-будівельного інституту, де пропрацював до 1993 року, викладаючи малюнок та живопис на архітектурному факультеті. Одночасно керував студією образотворчого мистецтва при БК «Славутич.» За роки своєї діяльності Василь Шевченко виховав чимало відомих майстрів живопису, зокрема І. Т. Клеця, М. І. Яцишина, С. М. Скороходова.
Всупереч вагомому внеску в просування української національної ідентичності, творча та педагогічна діяльність не принесли художнику ані слави, ані багатства. Помер — 31 грудня 2003 року, оточений рідними, хворий та прикутий до ліжка. Похований на Північному кладовищі міста Києва.

## Творчість
В творчості Василя Маркеловича Шевченка вирізняються три напрямки — натюрморт, портрет, пейзаж.
Натюрморт — здебільшого квіти. Квіти для художника — символ краси, його незмінне захоплення. Він любить і пише їх за різних умов — і на грядках, і на кущах, і в букетах («Натюрморт з флоксами. 1967 р.»). Займаючись викладацькою діяльністю він створив чимало постановочних натюрмортів з овочами та фруктами та різним столовим приладдям, які здебільшого писав зі студентами.
Портретний живопис Василя Шевченка відрізняється від робіт його сучасників. Його моделі — звичайні люди з великою життєстверджуючою силою, що зустрілись йому на життєвому шляху. В своїх найкращих роботах художник створює образи з глибоким внутрішнім світом і намагається донести його до глядача («Портрет старого. 1977 р.»). Глибокою ліричністю сповнені його жіночі образи. Особливе місце в портретному жанрі у митця займають діти, яких писав з великою любов'ю — хлопчаки та дівчатка з наповненими радістю очима та здивованим поглядом у майбутнє.
Чільне місце в творчості Василя Шевченка посідає пейзажний жанр. Саме тут розкривається його безмежна любов до рідного краю, до України, і особливо — до українського села, з його хатинками під стріхою та нехитрим сільським побутом. На відміну від сучасників, що гучно оспівували перемоги соціалістичного будівництва і щасливе майбутнє, він звертається до глибинної історії, сакральних пам'яток, пише стару Україну, її архітектуру, пише натхненно і самовіддано, наслідуючи при цьому та розвиваючи традиції своїх попередників — С. І. Васильківського, П. А. Левченка, В. Д. Орловського, М. К. Пимоненка (до прикладу — «Сільський пейзаж.1969 р.»). Постійно працюючи на пленері він перебуває в повній гармонії з природою, яка залишається для художника колискою людського буття та однаково мальовнича у будь-яку пору року. Не оминув художник й київської тематики.
Досягнувши високого рівня майстерності, художник неодноразово змінював техніку — його ранні роботи дошкульно виписані, в той час як пізніші написані більш узагальнено, темпераментно, широким пензлем. Не можна не помітити в окремих роботах певного впливу імпресіонізму. Палітра художника виграє різнобарв'ям: від колоритних, яскраво теплих тонів при зображенні квітів та весняних пейзажів до сумних, прохолодних при зображенні пейзажів похмурої осені або ж морозної зими.
У 2020 році у Києві, в галереї «Митець», відбулась виставка, присвячена сторіччю від дня народження художника.

## Галерея

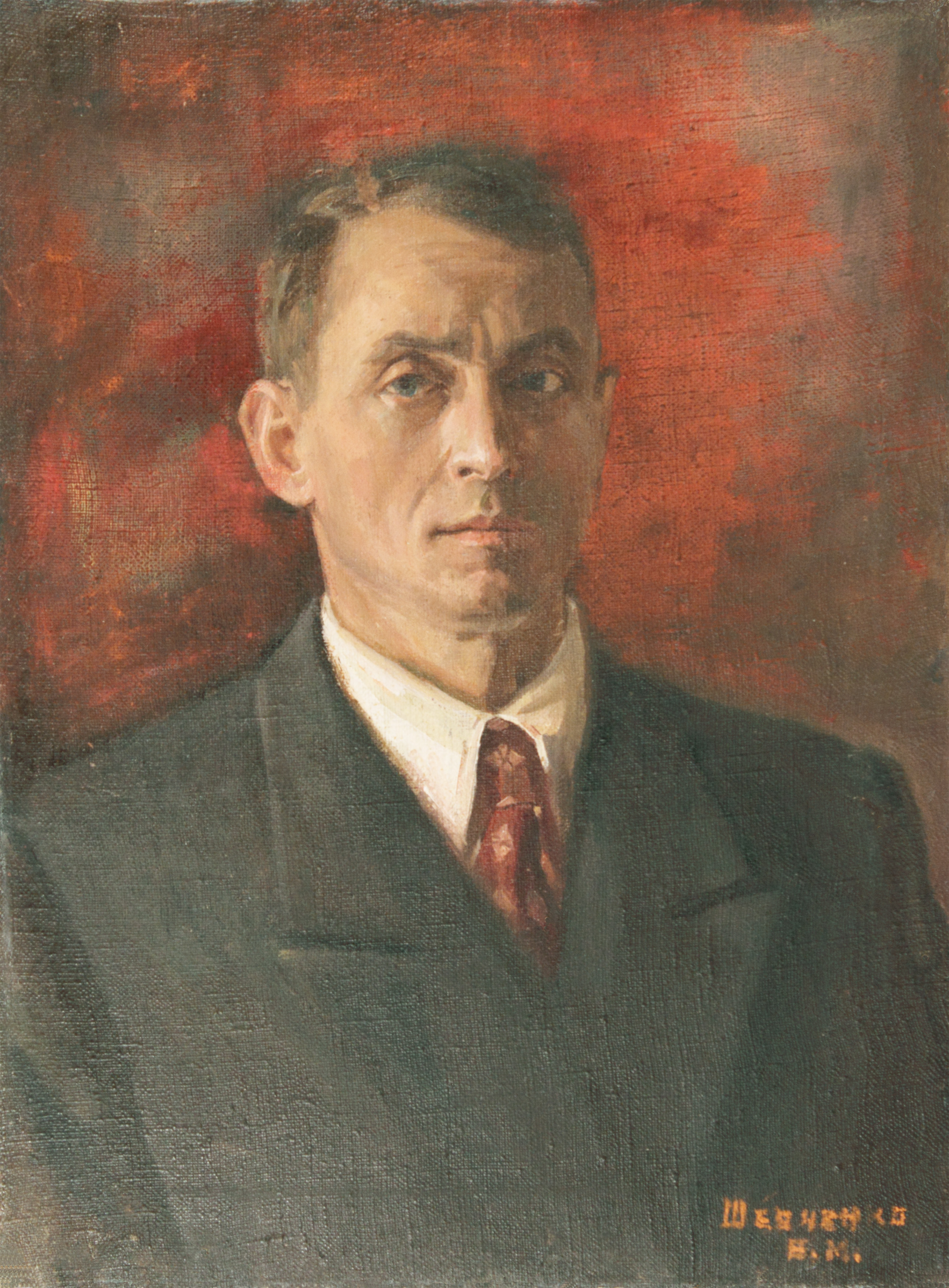
Автопортрет. 1963 р. Полотно, олія.
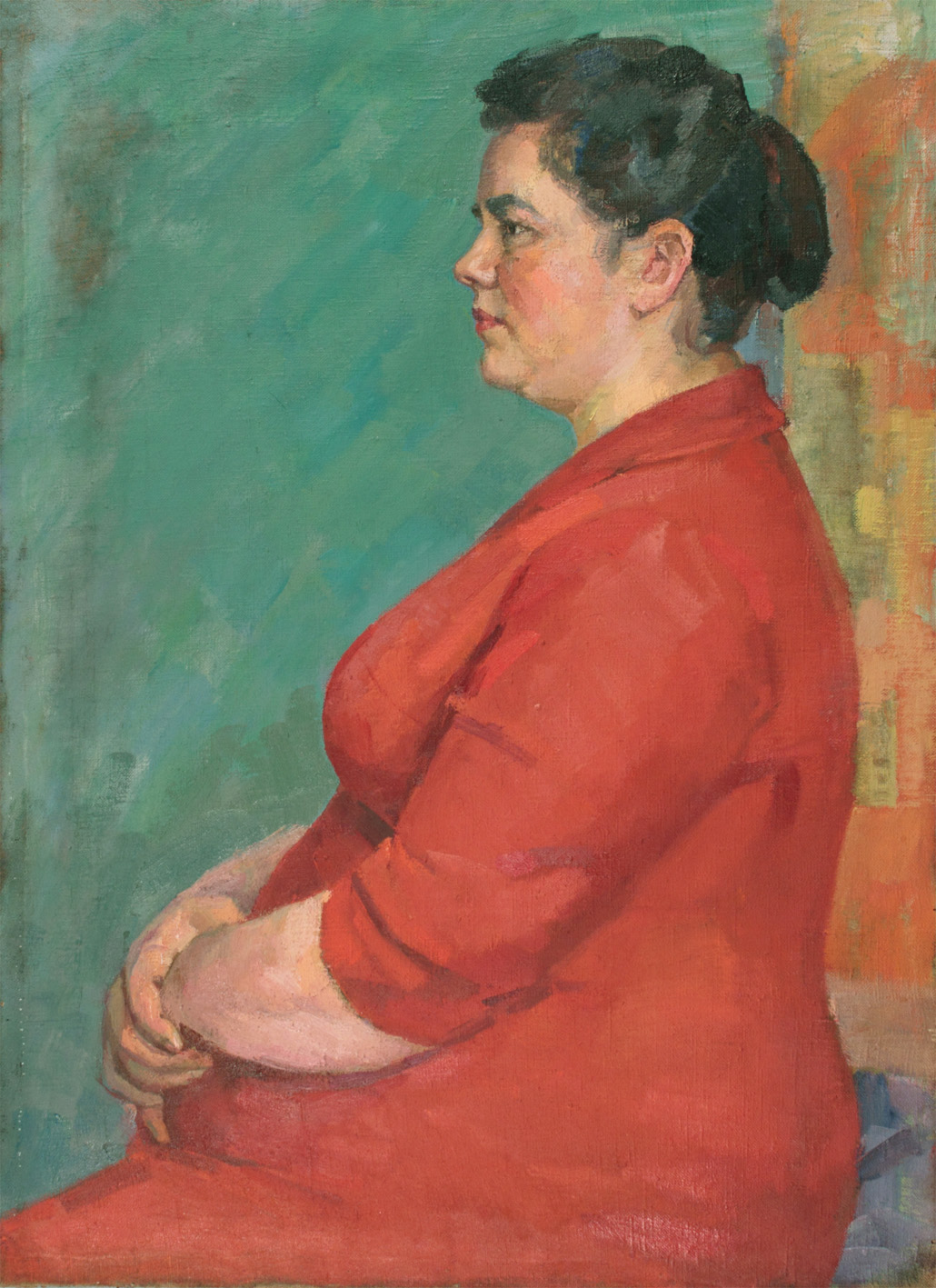
Дружина Галя на зеленому тлі. 1969. Полотно, олія.
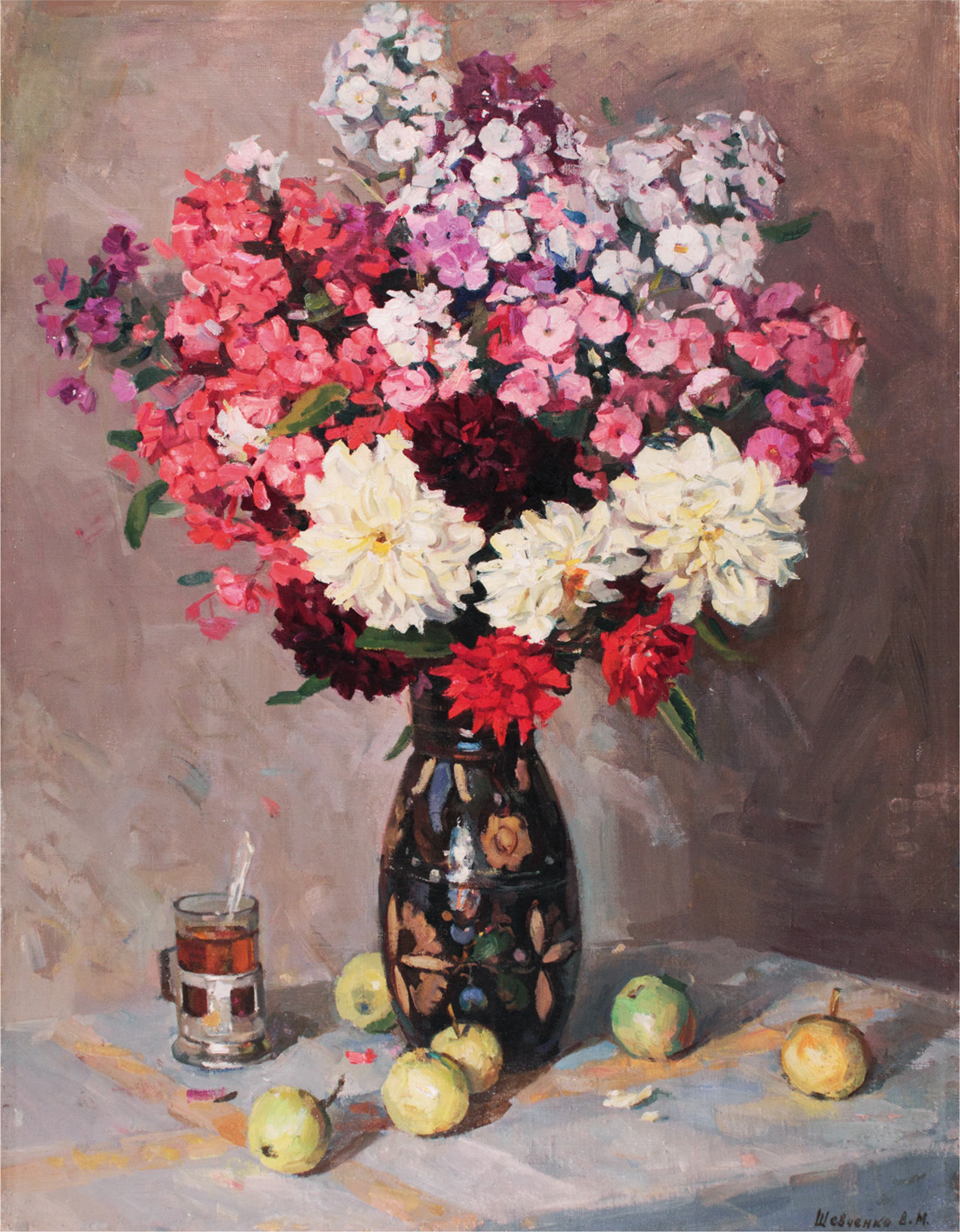
Натюрморт з флоксами. 1967. Полотно, олія.
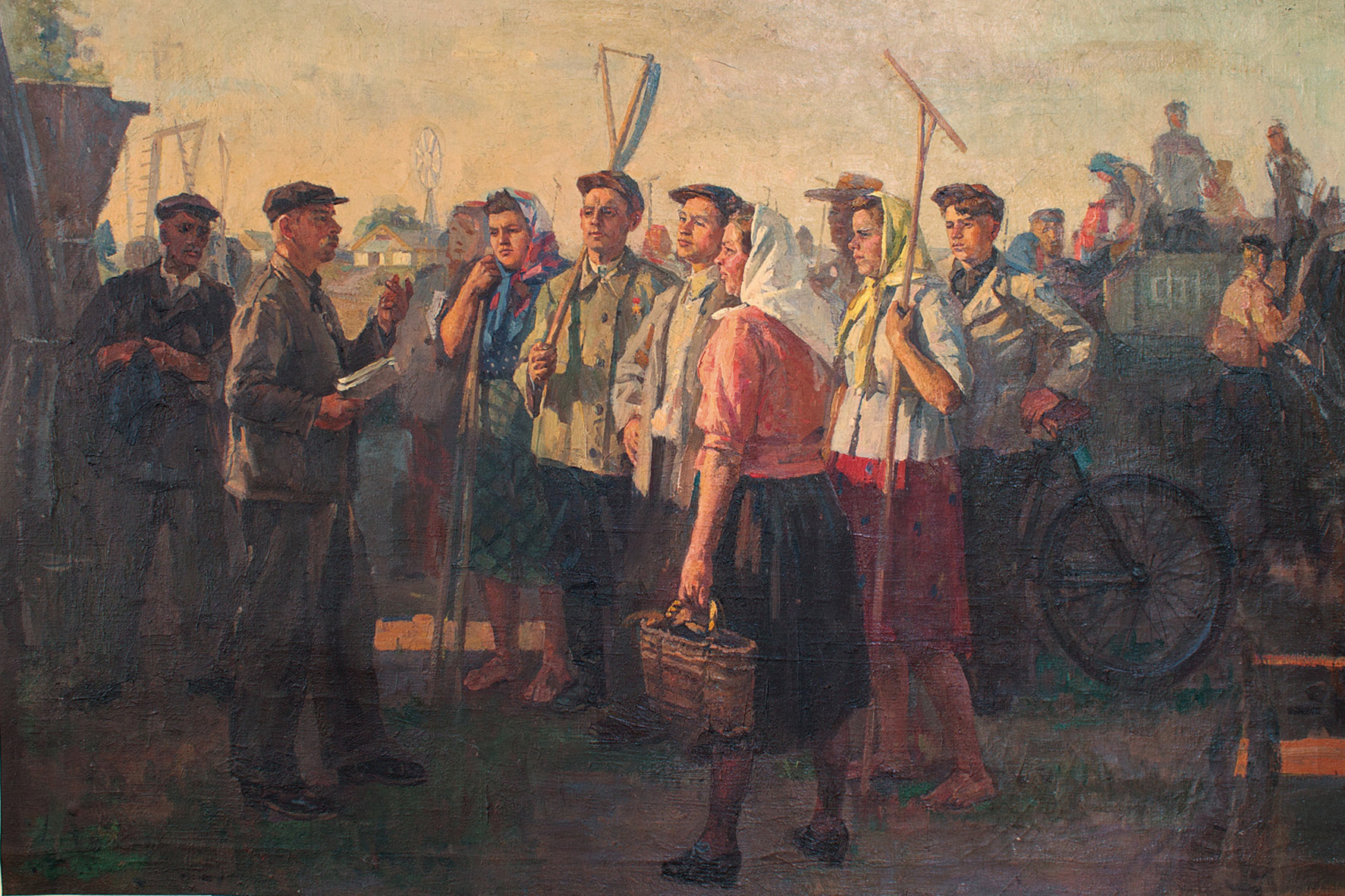
Вихід на жнива. 1958. Полотно, олія.
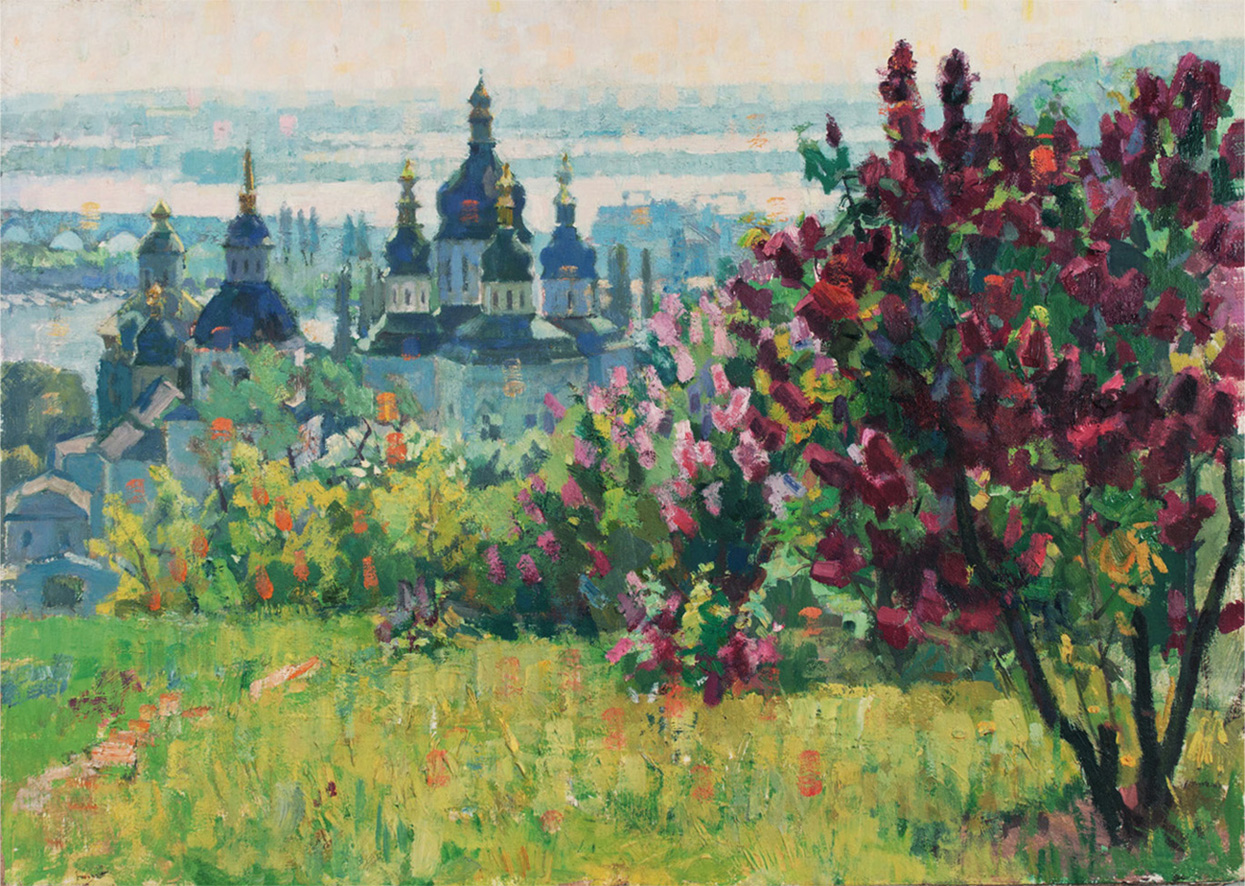
Весняні чари. Видубичі. 1978 р. Картон, олія.
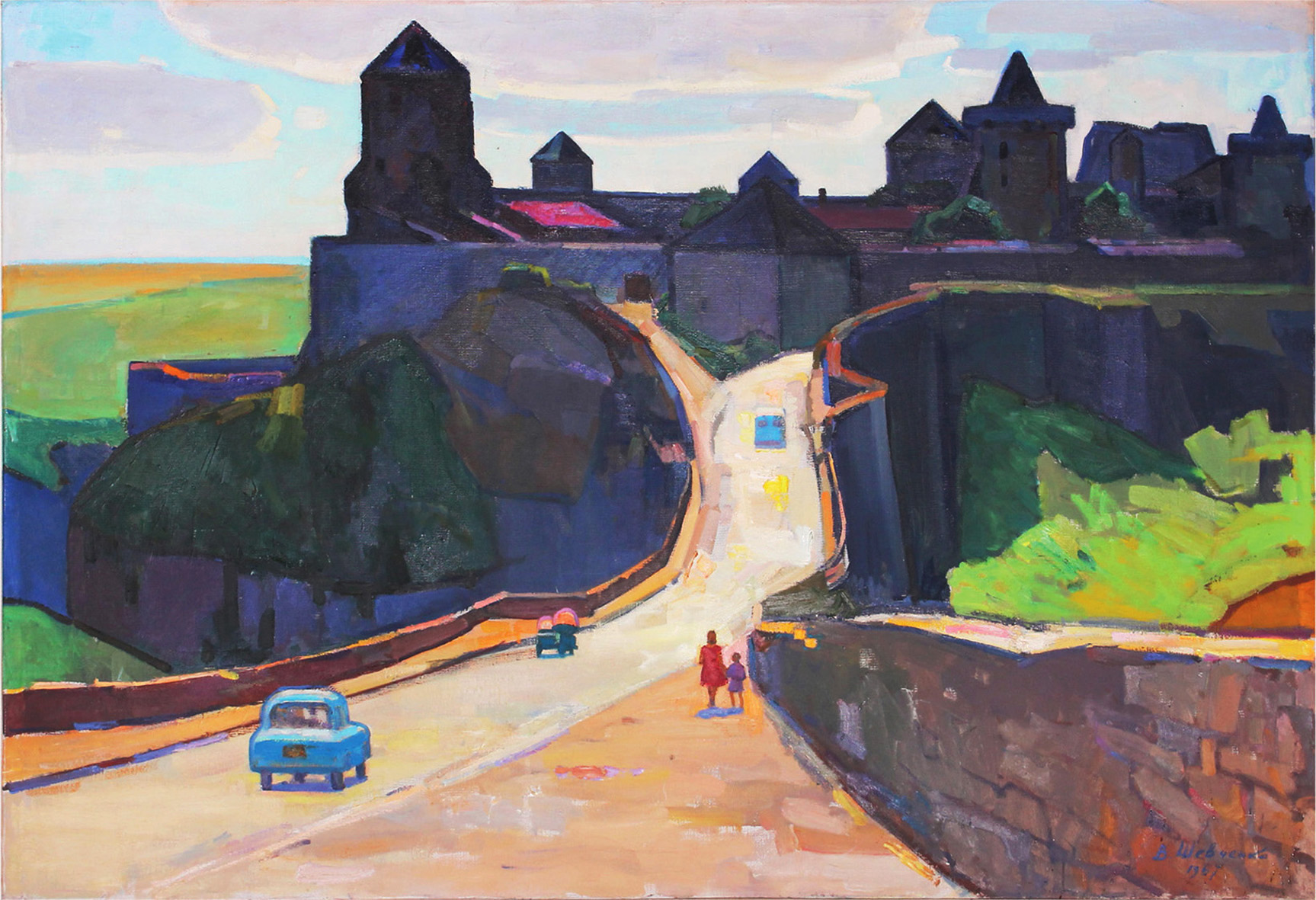
Кам'янець-Подільська фортеця. 1967. Полотно, олія.

## Виставки
1. Виставка етюдів художників Київських художньо-виробничих майстерень. Київ, 1959 р. «Каталог. Державне видавництво образотворчого мистецтва і музичної літератури. Київ. 1959.» C.24.
2. Республіканська виставка приурочена 100-річчю від дня смерті Т. Г. Шевченка. Канів, 1961 р.
3. Республіканська виставка присвячена 50-річчю Великої Соціалістичної революції. Київ, 1967 р.